# Юнаков, Юрий
Юрий Юнаков (болг. Юри Юнаков; род. 1958, Хасково, Народная Республика Болгария) — болгарский и американский музыкант-саксофонист.

## Биография
Родился в 1958 году в турецко-цыганской семье потомственных музыкантов в болгарском городе Хасково. Его прадед, дед и три дяди были скрипачами, а отец был популярным кларнетистом во всем Хасково. Ещё ребенком Юрий проявил свой музыкальный талант, обучаясь игре на кавале (пастушьей флейте), затем на давуле (двухголовом барабане), на котором он аккомпанировал отцу и старшим братьям на свадьбах. А затем будучи подростком аккомпанировал отцу на кларнете. Помимо музыкальной деятельности, также занимался боксерским спортом, выиграв несколько национальных титулов. В середине 1970-х годов, после службы в армии, вернулся к музыке и взялся за саксофон.
В 1983 году стал учеником известного руководителя оркестра Ивана Милева, который обучал его болгарскому репертуару на репетициях, которые длились до тринадцати часов. В следующем году дебютировал с группой Милева Mladost на Стамболово, национальном фестивале «свадебной музыки». После этого провел почти десять лет в «Тракия», группе под руководством популярного Иво Папазова, который, как и Юнаков, родился в турецко-цыганской семье потомственных кларнетистов.
В 1989 году Юнаков впервые выступил в США, приняв участие в телевизионной программе «Sunday Night». В дальнейшем, в 1994 году переехал в США, где живёт и по сей день.
В 2011 году становится лауреатом Национального фонда искусств по программе Национального наследия.